# Pembroke Pines
Pembroke Pines je město na jihu Broward County na Floridě. Město se nachází 35 kilometrů severně od Miami. Ve městě žije přibližně 171 tisíc obyvatel. Podle studie z roku 2017 jde o třetí město nejvíce ohrožené povodněmi v USA.

## Podnebí
Má tropické monzunové klima s horkými a vlhkými léty a suchými zimami.

## Obyvatelstvo
Zdroj: 
| Rok  | Počet obyvatel | % ±     |
| ---- | -------------- | ------- |
| 1960 | 1 429          | —       |
| 1970 | 15 496         | 984,4 % |
| 1980 | 35 776         | 130,9 % |
| 1990 | 65 452         | 82,9 %  |
| 2000 | 137 427        | 110,0 % |
| 2010 | 154 750        | 12,6 %  |
| 2020 | 171 178        | 10,6 %  |